# Billy Konchellah
Billy Konchellah, född 20 oktober 1961, är en kenyansk före detta friidrottare (medeldistanslöpare).
Konchellah vann två VM-guld på 800 meter både vid VM 1987 och vid VM 1991.Hans segertid vid VM 1987 (tillika personbästa) 1.43,06 är fortfarande VM-rekord i friidrott. Konchellah blev även trea på 800 meter vid VM 1993 i Stuttgart.
Konchellahs bästa resultat i ett OS kom 1984 då han slutade på fjärde plats.
Konchellahs son Gregory Konchellah är även en framstående friidrottare som nu tävlar för Bahrain under namnet Youssef Saad Kamel.
Efter karriären flyttade Konchellah till Finland. 